# Virginia Freeman-Jackson
Virginia Freeman-Jackson es una jinete irlandesa que compitió en la modalidad de concurso completo.
Ganó dos medallas en el Campeonato Mundial de Concurso Completo de 1966 y dos medallas de plata en el Campeonato Europeo de Concurso Completo, en los años 1962 y 1965.

## Palmarés internacional
| Campeonato Mundial | Campeonato Mundial     | Campeonato Mundial | Campeonato Mundial |
| Año                | Lugar                  | Medalla            | Categoría          |
| ------------------ | ---------------------- | ------------------ | ------------------ |
| 1966               | Burghley (Reino Unido) | Medalla de oro     | Por equipos        |
| 1966               | Burghley (Reino Unido) | Medalla de bronce  | Individual         |
| Campeonato Europeo |                        |                    |                    |
| Año                | Lugar                  | Medalla            | Categoría          |
| 1962               | Burghley (Reino Unido) | Medalla de plata   | Por equipos        |
| 1965               | Moscú (URSS)           | Medalla de plata   | Por equipos        |